# Batavia (Illinois)
Batavia é uma cidade localizada no estado americano de Illinois, no Condado de DuPage e Condado de Kane.

## Demografia
Segundo o censo americano de 2000, a sua população era de 23.866 habitantes. 
Em 2006, foi estimada uma população de 27.401, um aumento de 3535 (14.8%).

## Geografia
De acordo com o United States Census Bureau tem uma área de 
23,8 km², dos quais 23,4 km² cobertos por terra e 0,4 km² cobertos por água.

## Localidades na vizinhança
O diagrama seguinte representa as localidades num raio de 12 km ao redor de Batavia. 